# داميان بافلوفيتش
داميان بافلوفيتش (بالهولندية: Damjan Pavlovic) هو لاعب كرة قدم بلجيكي من أصل صربي في مركز الوسط ولد في يوم 9 يوليو 2001. يلعب حالياً مع نادي ستاندر دي لييج. ويبلغ طوله 179 سم.